# George Pearkes
George Randolph Pearkes né le 28 février 1888 à Watford, Hertfordshire, Angleterre et mort le 30 mai 1984 est un général et homme politique canadien.

## Biographie

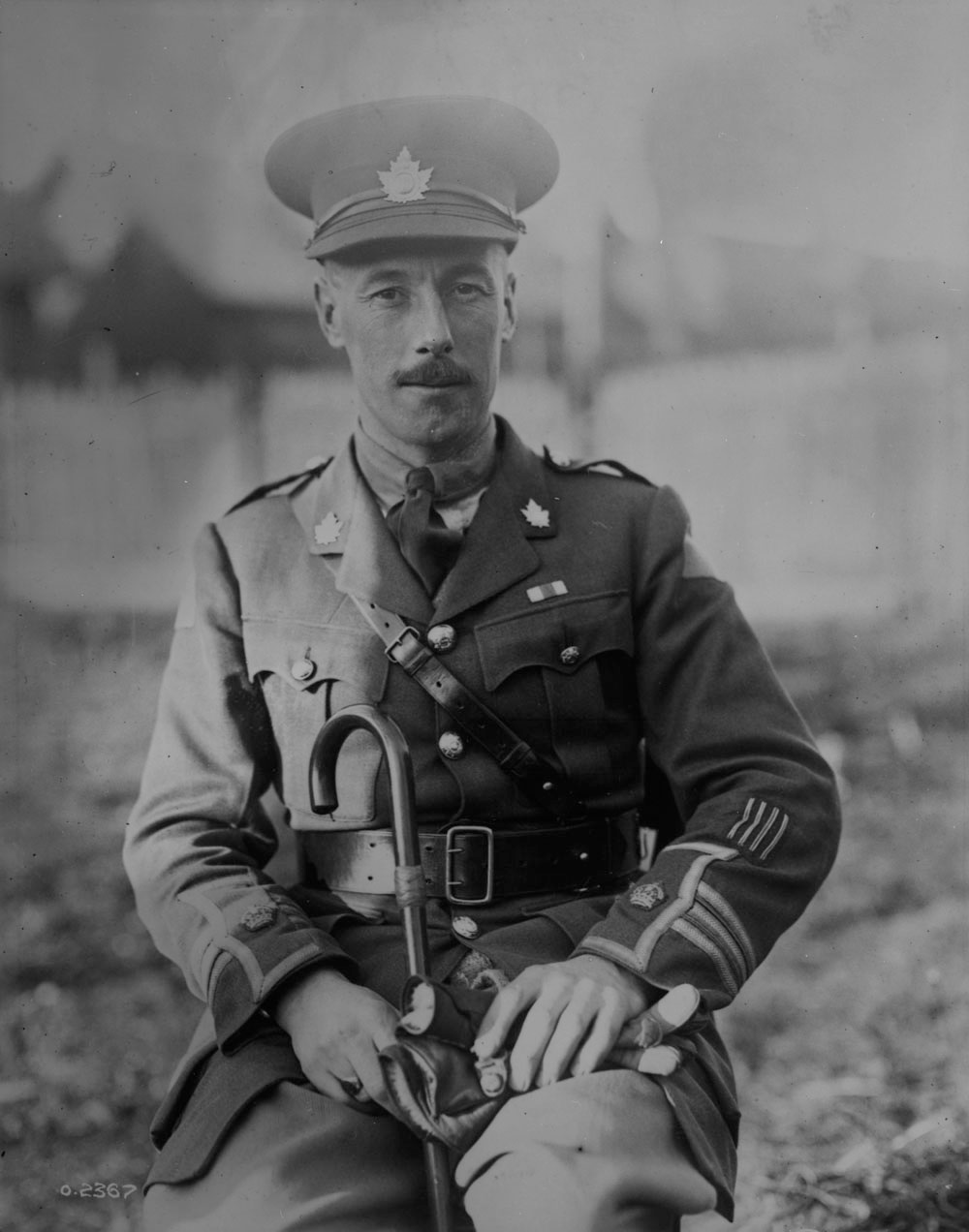
George Pearkes en décembre 1917

Il est né à Watford, Hertfordshire, en Angleterre en 1888, il est l'aîné des enfants de Louise et George Pearkes, il a fréquenté l'école Berkhamsted. En 1906, lui et son frère émigré en Alberta, où ils se sont installés près de Red Deer. En 1911, George a rejoint la Police à cheval du Nord-Ouest et au Yukon servi jusqu'au déclenchement de la Première Guerre mondiale.
En 1915, il s'enrôle dans le 2e Régiment de la Canadian Mounted Rifles. Il est transféré en septembre 1916 au 5e Bataillon canadien Mounted Rifles. Au cours de la Bataille de Passchendaele sa bravoure mérite une citation et lui vaut la Croix de Victoria.
Pendant la guerre, il est promu au grade de lieutenant-colonel. Il a reçu la Croix de Victoria, la Croix militaire et l'Ordre du service distingué.
Après la Première Guerre mondiale, il est devenu un officier de carrière dans l'armée. Durant les années 1920 et au début des années 1930, il était en poste comme agent de personnel à Winnipeg, au Manitoba et à Calgary, en Alberta. Il a également servi comme officier d'état major au Collège militaire royal du Canada à Kingston, en Ontario. En 1925, Pearkes a épousé Constance Blytha Copeman et ils eurent deux enfants. En 1936, il a étudié à l'Imperial Defence College pendant deux ans.
De 1938 à 1940, il était chef de district, commandant du district militaire 13 à Calgary. Avec l'ouverture des hostilités avec l'Allemagne durant la Seconde Guerre mondiale, le brigadier Pearkes a reçu le commandement de la 2e Brigade d'infanterie canadienne, une composante de la 1re Division d'infanterie canadienne, des unités de l'ouest du Canada. En décembre 1939, le Pearkes et son personnel partent l'Angleterre où la 1re Division a finalement été concentrée en un seul endroit comme une formation. En février 1940, il a développé un cas grave de méningite cérébro-spinale, mais bientôt récupérés.
En novembre 1941, Pearkes a demandé d'assumer le commandement temporaire de l'expansion de l'armée canadienne, prenant la place de Andrew McNaughton, qui était en congé prolongé. Le général Montgomery de l'armée britannique, dont les opinions des officiers canadiens ont été déterminantes dans la carrière des cadres supérieurs à l'étranger dans la période de mi-guerre, a estimé que Pearkes était un « brave soldat » mais « petit cerveau ».
En août 1942 Pearkes a été renvoyé au Canada et est devenu officier général commandant en chef du Commandement du Pacifique, principalement pour l'organisation de défense de l'ouest du Canada. Il a supervisé la défense de la côte Ouest du Canada.
En 1943, Pearkes faisait partie de la planification de l'opération Greenlight, en reprenant les îles Aléoutiennes aux Japonais.
Pendant la Seconde Guerre mondiale, en 1944, Pearkes a joué un rôle dans la répression de la mutinerie en Colombie-Britannique résultant de l'annonce que les conscrits seraient déployés à l'étranger.
Quand il est devenu clair que le gouvernement n'envisageait pas de déployer des troupes pour le combat dans le Pacifique, Pearkes a demandé un changement de commandement, ou pour être autorisé à prendre sa retraite. Le Comité du Cabinet de guerre a finalement décidé sur ce dernier, et il a pris sa retraite de l'armée en février 1945. Il est entré en politique fédérale, remportant un siège, de la circonscription de la Colombie-Britannique pour le Parti progressiste-conservateur du Canada.
Lors de l'élection fédérale de 1945, il a été élu en tant que candidat du Parti progressiste-conservateur en Colombie-Britannique. Il a été réélu en 1949 et en 1953. Il a été réélu aux élections de 1957 et de 1958.
Il a été Ministre de la Défense nationale (Canada) de 1957 à 1960 sous le premier ministre John Diefenbaker.
Il a démissionné de la politique fédérale en 1960.
Il devient lieutenant-gouverneur de la Colombie-Britannique, le 13 octobre 1960 jusqu'en juillet 1968.
En 1967, il est fait compagnon de l'Ordre du Canada.

## Honneurs

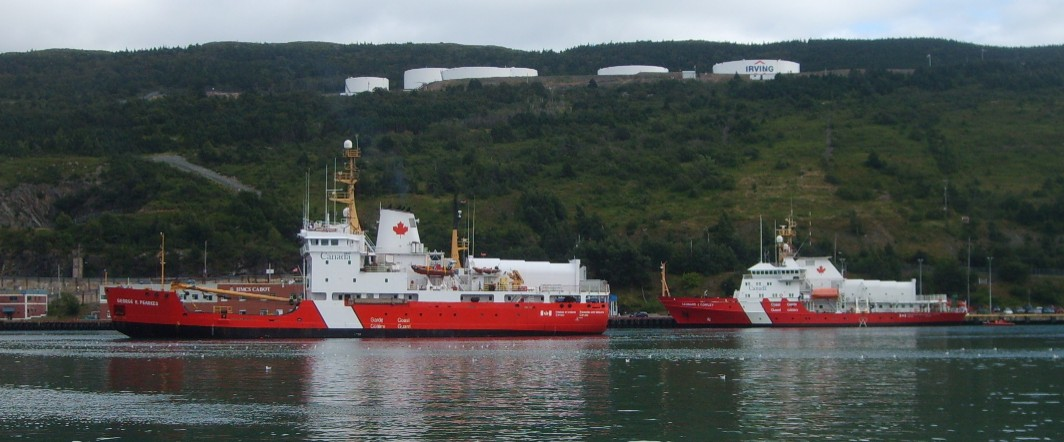
Le NGCC George R. Pearkes (à gauche) en août 2008

Le brise-glace léger de la Garde côtière canadienne NGCC George R. Pearkes fut nommé en son honneur.

## Décorations
- Ordre royal de Victoria
- Legion of Merit
- Croix de guerre 1914-1918 (France)
- Ordre du Canada
- Ordre du Bain